# UTC−11:00
UTC-11 est un fuseau horaire, en retard de 11 heures sur UTC.

## Zones concernées

### Toute l'année
UTC-11 est utilisé toute l'année dans les pays et territoires suivants :
- États-Unis :
  -  Samoa américaines ;
  - Îles Midway ;
  - Île Jarvis, récif Kingman et atoll Palmyra.
- Niue.

Midway, Jarvis, Kingman et Palmyra sont des îlots inhabités faisant partie des îles mineures éloignées des États-Unis. UTC-11 y est utilisé par les équipes scientifiques ou militaires qui y résident temporairement.

### Heure d'hiver (hémisphère nord)
Aucune zone n'utilise UTC-11 pendant l'heure d'hiver (dans l'hémisphère nord) et UTC-10 à l'heure d'été.

### Heure d'hiver (hémisphère sud)
Aucune zone n'utilise UTC-11 pendant l'heure d'hiver (dans l'hémisphère sud) et UTC-10 à l'heure d'été.

### Heure d'été (hémisphère nord)
Aucune zone n'utilise UTC-11 pendant l'heure d'été (dans l'hémisphère nord) et UTC-12 à l'heure d'hiver.

### Heure d'été (hémisphère sud)
Aucune zone n'utilise UTC-11 pendant l'heure d'été (dans l'hémisphère sud) et UTC-12 à l'heure d'hiver.

## Géographie
UTC-11 correspond à une zone dont les longitudes sont comprises entre 157,5° W et 172,5° W. S'il est possible de l'utiliser pour les eaux internationales situées entre ces deux longitudes, la plupart des terres émergées concernées possèdent une heure légale différente : la Sibérie utilise UTC+12, l'Alaska UTC-9 et UTC-10, Hawaii UTC-10, Kiribati UTC+13 et UTC+14 et la Polynésie française et les îles Cook UTC-10.
Dans l'autre sens, les îles Midway sont situées dans la zone théoriquement couverte par UTC-12 : l'heure solaire moyenne locale approche UTC-11:50.
Aux États-Unis, le fuseau horaire est appelé Samoa Standard Time (heure standard des Samoa, abrégé en SST).

## Historique
Les îles Phœnix, dans l'État des Kiribati, utilisaient UTC-11 jusqu'à la fin de l'année 1994 et passèrent directement à UTC+13 en sautant le 31 décembre 1994.
Les Samoa ont utilisé ce fuseau de 1892 à 2011 et ont sauté le 30 décembre 2011. L'archipel Samoa est donc partagé par la ligne de changement de date.